# 바키
격투맨 바키 또는 그래플러 바키(일본어: グラップラー刃牙)는 이타가키 케이스케(板垣恵介)의 일본의 격투 만화이다. 《주간 소년 챔피언》에서 연재되었다. 한국에서는 격투왕 맹호라는 이름으로도 팬들에게 익숙하다. 시리즈 읽는 순서는 격투맨 바키(제1부)-바키(제2부)-한마바키(제3부)-바키도1부(제4부:사무라이편)-바키도2부(제4부:스모편).

## 구성
바키의 유년시절과 아버지인 한마 유지로와의 싸움, 지하격투장에서의 토너먼트를 다루었다.

### 제1부
제 1부는 크게 전반부와 후반부로 나눌 수 있다. 전반부에서는 바키의 유년시절을 다룬다. 주인공 한마 바키가 왜 아버지인 <지상 최강의 생물> 혹은 <오거(Ogre)>라고 불리는 한마 유지로를 쓰러뜨리는 것을 일생의 목표로 삼았는지에 관한 이야기이다. 따라서 한마 유지로가 바키의 어머니인 에미를 왜, 어떻게 만났는지를 비롯힌 바키의 출생의 비밀과 아버지를 원수처럼 여기게 된 이유를 다룬다. 후반부에서는 고등학생이 된 바키가 도쿄돔 지하 토너먼트의 특별전 최대 토너먼트에 참가하는 이야기를 다룬다. 전 세계 수많은 격투 종목의 일인자들이 모여 시작된 토너먼트가 이어지면서 바키는 점점 더 강해진다.

### 제2부
2부 역시 1부와 마찬가지로 크게 전반부와 후반부로 나눌 수 있다. 전반부는 제각기 독특한 특징을 지닌 5명의 죄수와의 싸움에 관한 이야기이다. 1부에서 한마 바키가 최대 토너먼트의 챔피언으로 등극하고 얼마 지나지 않아 세계 각국에서 기묘한 사형수들이 동시에 탈출하는 일이 벌어진다. 제각기 무시무시한 능력으로 삼엄한 경비를 뚫고 탈출한 5명의 사형수들은 모두 "패배를 알고 싶다"라는 말과 "도쿄에서 보겠다"라는 말을 남긴다. 이윽고 그 5명이 모두 일본 도쿄에 모이고 그들은 바키를 비롯한 도쿄돔의 전사 5인과 함께 언제 어떻게 벌어질지 모르는 무한 데스매치를 벌이게 된다. 후반부는 중국 최고의 무술가를 가리고 해황의 후계자를 가리는 대뇌전을 다룬다. 시합이 진행되면서 카쿠 해황에 의해 경기는 중국 무술가 5인과 바키와 그의 아버지 유지로를 비롯한 중국 외 무술가들의 대결로 바뀐다. 결국 <지상 최강의 생물> 한마 유지로와 147살의 중국 무술의 산 역사 카쿠 해황의 대결을 끝으로 경기는 마무리 된다. 대뇌전이 끝나고 바키와 같은 팀 동료였던 아라이 주니어는 최강이 되는 동시에 바키의 연인인 고즈에를 얻기 위해서 그에게 도전한다. 하지만 바키는 엄청난 힘으로 아라이 주니어를 물리치고 드디어 아버지 한마 유지로에게 싸움을 신청한다. 한마 유지로는 강해진 바키의 모습을 보며 이제 자신의 먹이로 인정해 주겠다고 말하며 아들과의 싸움을 기약한다.

### 제3부
3부는 크게 전반부, 중반부, 후반부로 나눌 수 있으며 전반부는 2부에 처음 등장하여 강한 인상을 남겼던 '미스터 언체인(Unchain)'이라고 불리는 비스켓 올리버와의 대결이다. 2부에서 아버지 한마 유지로에게 드디어 싸움을 신청한 한마 바키는 열심히 수련 중이다. 그는 더욱 강해지고 또 자신을 시험해 보기 위해 미국에서 가장 강한 사나이이며 엄청난 괴력을 지닌 아리조나 형무소의 특급 죄수 비스켓 올리버와 싸워 보기로 결심한다. 바키는 비스켓 올리버와 싸우기 위해 일부러 감옥에 수감되어 그에게 결투를 신청한다.
중반부는 원시인 피클과의 싸움을 다룬다. 이 피클의 에피소드를 다루기 위해서 한마바키 10.5권이 특별히 만들어졌다. 이 특별한 공식적인 외전에서 피클의 배경이 설명되는데 그는 쥬라기 시대의 인간으로,(과학적으로 쥬라기 시대에는 인간이 존재하지 않았다. 이 작품에서는 쥬라기 시대에 공룡 위의 포식자로 원시인이 군림했다는 설정을 만들기 위해 쥬라기 시대의 원시인을 창조했다)암염층속에 갇혀 살아 있는 화석이 되어 2억년을 갇혀있다가 우연히 발견된 원시인이다. 일본으로 옮겨진 이 무시무시한 괴력의 원시인 피클은 바키 1부와 2부를 장식했던 레츠, 카츠미, 잭 등의 격투가들을 먹이 취급하며 간단히 제압하는 힘을 보여준다. 결국 한마 바키가 피클과의 1대1을 시작한다. 기술에서 우위를 보이던 바키는 힘 겨루기를 제안하고 피클은 힘겨루기를 하던 도중 현대 무술의 기술을 써서 바키를 제압한다. 바키는 결과적으로는 졌지만 피클 역시도 바키가 마음 먹고 기술 쓰면 승리했을 거란걸 알고 심기가 불편한 승리를 맛 본다. 후반부는 부자 싸움이 본격적으로 시작된다. 태어나서 처음으로 아버지 유지로와 저녁 식사를 하는 걸로 가볍게 시작했다. 그러다 대화에 시비가 붙어 싸움으로 번졌고 바키는 여지껏 배운 모둔 경험과 기술을 쏟아내어 아버지와 싸운다. 그러다 할아버지의 영혼을 등장하고, "바키야, 이길 수 있어 이 놈아"라는 충고를 들은 바키, 아버지는 할아버지의 기술을 떠올렸다며 바키를 쌍절곤처럼 휘두른다. 살기 위해 스위치가 켜진 바키는 마침내 한마家의 피를 모두 해방하고 완전 각성하여 1분 이상 아버지를 초월한다. 1분이 흐른 뒤 육체에 한계가 온 바키는 쓰러지지만, 영혼이 아버지의 뒷통수에 발길질, 아버지는 장단에 맞춰주어 상상의 두부찌개 식탁을 차려준다. 밥상을 뒤집은 바키에게 유지로는 "억지를 관철하는 자가 진정한 강자, 지상 최강은 너다"라며 바키의 승리를 인정, 고막 터진 바키도 "싸움이 끝났을 때 머리의 위치가 어디 있는지가 승패를 판정짓습니다. 아버지에게 패배를 인정합니다."라며 부자싸움은 무승부로 종결된다.

### 제4부: 사무라이편
4부는 아직 연재가 진행 중이며 현재로서는 크게 전반부, 후반부로 나눌 수 있다. 도쿠가와 영감은 현대 과학 기술을 동원해 400년전 일본 최강의 이름을 떨친 검사 미야모토 무사시의 육체를 복제한다. 그리고 영매사인 그의 누님에게 부탁해 할매 키스로 무사시의 영혼을 육체에 집어넣어 현세에 부활시키는데 성공한다. 부활한 무사시는 현세를 돌아다니며 싸움 상대가 될 만한 자들은 모두 베어내기 일쑤였고, 그의 난동을 제압하러 출동한 무장경찰대 수십명의 병력도 그의 실전 기술 앞에서 속수무책으로 당한다. 레츠 카이오가 무사시를 상대하게 되는데, 레츠는 해황 대사님에게 중국 무술의 궁극기인 샤오리(소력)를 전수받고, 칼에 맞고도 안 베이는 방법을 터득해 맞서 싸운다. 터득한 기술로 어느정도 효과를 봤고, 레츠도 날붙이를 사용해서 무사시를 밀어붙였지만, 최후엔 무사시에게 베여 죽고 만다. 이러한 무사시를 본 모토베는 무사시를 막을 수 있는 건 격투가 성격인 다른 멤버들이 아닌, 웨폰 마스터인 본인 밖에 없다는 생각을 품고, "이웃들을 내가 지켜야 한다."며, 바키, 유지로등등에게 너는 내가 지키겠다는 의미심장한 말을 남긴다. 모토베와 무사시의 싸움이 시작되고 웨폰 마스터인 모토베는 전국시대 병기에 능숙한 덕분에 무사시랑 그들만의 싸움을 훌륭히 해냈다. 그리고 그는 무사시의 검에도 안 베이는 방검 장비를 갖추고 무사시랑 맞선 덕분에 다리에 무사시 칼을 맞아도 질럿 다리가 되기만 하고 쓰러지지 않은 채 무사시에게 목 조르기를 시전해서 간신히 이길 수 있었다. 물론 이기긴 이겼지만 무사시가 핸디캡을 준 눈치였고 최후의 부상은 모토베 쪽이 훨씬 심각했다. 무사시가 하나야마까지 썰어댈 때쯤, 지하격투장 이웃이 능욕당하는걸 참다못한 바키가 무사시에게 도전한다. 그렇게 싸우게 된 바키는 무사시를 상대로 선전하다 시합 도중 도쿠가와 영감의 영매사 누님이 난입해 무사시에게 기습 할매 키스를 한다. 그리고 무사시의 영혼을 빼내어 다시 저세상으로 보내는데 성공하고 무사시의 육체는 혹시 모르니 계속 보존하기로 한다.

### 제4부: 스모편
손바닥보다 작은 생쥐와 20m가 넘는 대왕고래는 같은 포유류다. 즉, 둘은 별로 다르지 않은 물질로 이루어져 있다. 석탄과 다이아몬드도 값어치는 천차만별이지만 둘은 사실 같은 물질이다. 이런 석탄을 쥐어서 다이아몬드로 만드는 악력을 가진 존재가 있었으니, 그는 바로 제2대 노미노 스쿠네다. 고대 일본의 스모 영웅 노미노 스쿠네의 후손인 그는 고대 스모를 다시 부활시킨다. 현대 스모와 고대 스모는 사실 같은 것으로 이루어져 있다. 즉, 석탄을 다이아몬드로 되돌렸듯이, 현대 스모를 고대 스모로 되돌린다. 그는 바로 노미노 스쿠네다. 암벽 등반대회에 온 바키는 도쿠가와 영감에게 "우승하면 노미노 스쿠네 만나게 해줘"라고 조르며 참가한다. 그리고 그 자리에서 만나게 된 노미노 스쿠네, 그는 고대 스모를 하는 격투가였다. 고대 스모는 눈 찌르기, 발로 차기, 급소 공격 모든게 허용됐다. 마치 격투맨 바키의 지하격투장 룰과 마찬가지였다. 1부에서 모토베를 쓰러뜨린 바가 있는 킨류잔은 은퇴했지만 고대 스모를 부활시키겠다는 일념으로 스모팀 대 바키팀 시합을 시작하는데..

## 등장인물
- 한마 바키
- 한마 유지로
- 아케자와 에미

- 마츠모토 코즈에